# Stadtbahnbrücke (Gera)

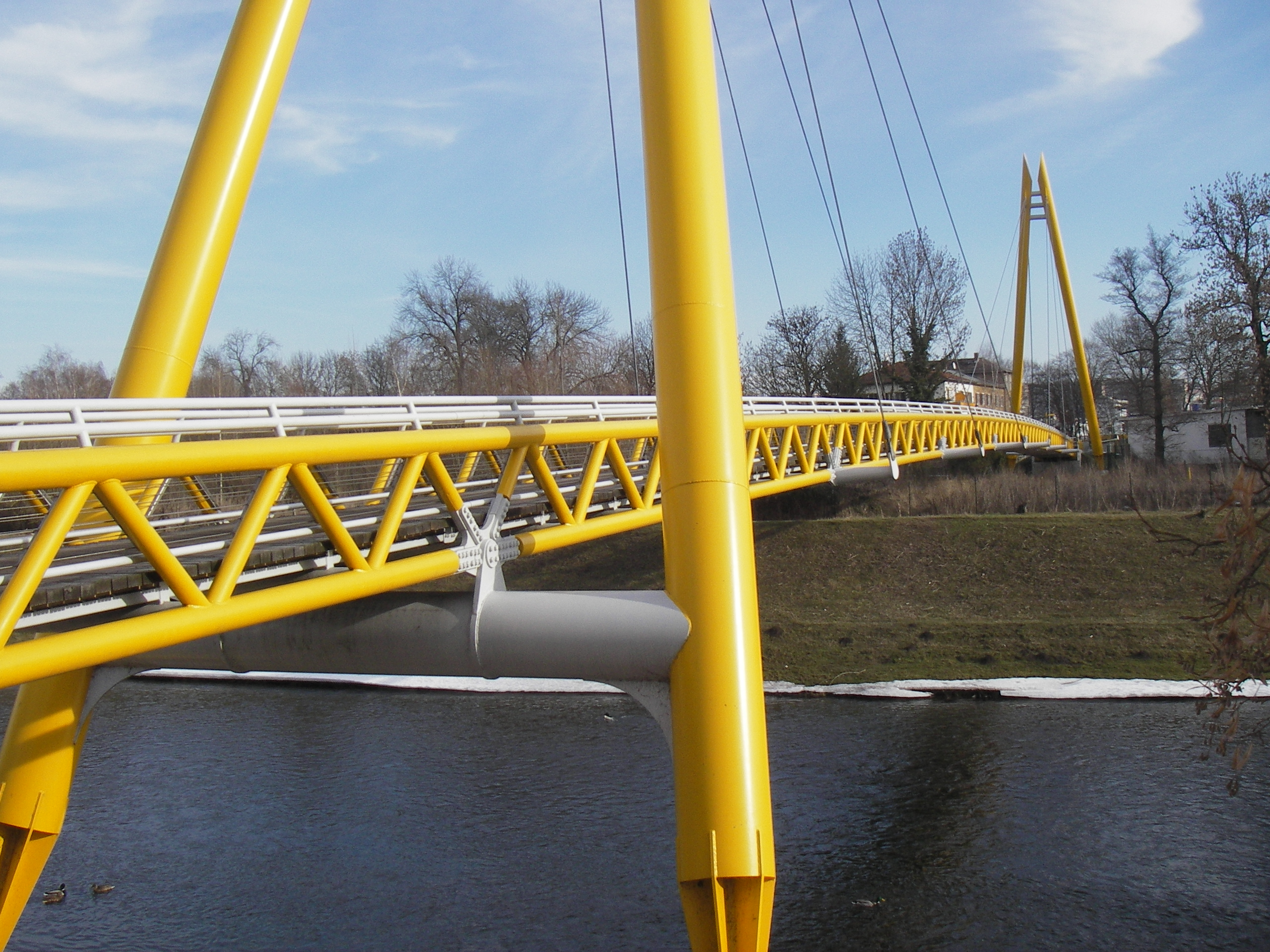
Die Stadtbahnbrücke in Gera

Die Stadtbahnbrücke ist eine Fußgängerbrücke über die Weiße Elster im Norden des Geraer Stadtteils Untermhaus. Sie verbindet die Schafwiesensiedlung am linken (westlichen) Flussufer mit der Wendeschleife der im November 2006 neu eröffneten Stadtbahnlinie 1, von der sie ihren Namen hat.

## Technische Daten
Die Brücke wird von zwei Stahlpylonen gehalten und ist 130 Meter lang sowie 2,50 Meter breit. Der Brückenbelag besteht aus unbehandeltem europäischem Eichenholz.

## Geschichte
Die Errichtung der Brücke wurde lange Zeit kontrovers diskutiert. Die Conradstraße in der Schafwiesensiedlung sollte ursprünglich durch eine Straßenbrücke über die Weiße Elster verlängert werden, was durch eine Anwohnerinitiative gestoppt wurde. Stattdessen wurde der Bau einer Fußgängerbrücke beschlossen, mit der die Siedlung an die neue Straßenbahnlinie angebunden werden sollte. Der Bau, bei dem der Geraer Verkehrsbetrieb als Bauherr fungierte, begann im Januar 2007; am 22. April 2007 wurde die Brücke durch Geras Oberbürgermeister Norbert Vornehm feierlich eingeweiht.
Im Mai 2007 wurde die Brücke offiziell Stadtbahnbrücke benannt; alternative Bezeichnungen waren bis dahin auch Stadtbahnsteg sowie Conradbrücke oder Conradsteg.